# Nowyj Bilous
Nowyj Bilous (ukrainisch Новий Білоус; russisch Новый Белоус Nowy Belous) ist ein Dorf im Westen der ukrainischen Oblast Tschernihiw mit etwa 1300 Einwohnern.

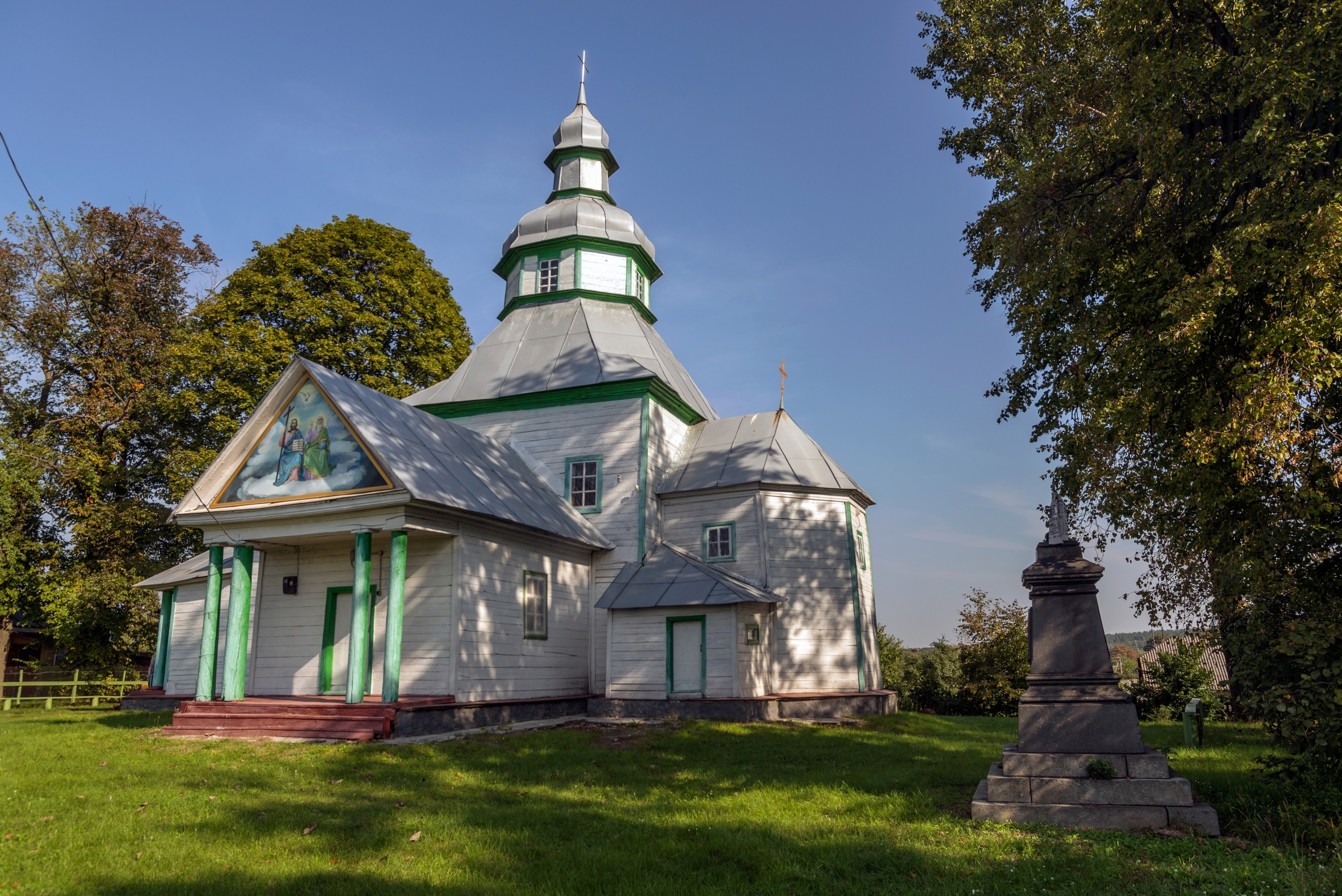
Kirche im Ort

Das Dorf wurde 1648 zum ersten Mal schriftlich erwähnt und liegt östlich der ukrainischen Autobahn M 01 und westlich des Flusses Bilous (Білоус), 9 Kilometer nordöstlich der Rajons- und Oblasthauptstadt Tschernihiw.

## Verwaltungsgliederung
Am 30. Juni 2018 wurde das Dorf zum Zentrum der neugegründeten Landgemeinde Nowyj Bilous (Новобілоуська сільська громада/Nowobilouska silska hromada). Zu dieser zählten auch die 9 Dörfer Desnjanka, Jurjiwka, Koschiwka, Kuwetschytschi, Mochnatyn, Redkiwka, Rudka, Seljanska Sloboda, Staryj Bilous, bis dahin bildete es zusammen mit den Dörfern Desnjanka und Koschiwka die gleichnamige Landratsgemeinde Nowyj Bilous (Новобілоуська сільська рада/Nowobilouska silska rada) im Zentrum des Rajons Tschernihiw.
Am 12. Juni 2020 kamen noch die 12 in der untenstehenden Tabelle aufgelisteten Dörfer zum Gemeindegebiet.
Folgende Orte sind neben dem Hauptort Nowyj Bilous Teil der Gemeinde:
| Name                     | Name              | Name                                    |
| ukrainisch transkribiert | ukrainisch        | russisch                                |
| ------------------------ | ----------------- | --------------------------------------- |
| Chaljawyn                | Халявин           | Халявин (Chaljawin)                     |
| Chmilnyzja               | Хмільниця         | Хмельница (Chmelniza)                   |
| Desnjanka                | Деснянка          | Деснянка                                |
| Dowschyk                 | Довжик            | Должик (Dolschik)                       |
| Jurjiwka                 | Юр'ївка           | Юрьевка (Jurjewka)                      |
| Koschiwka                | Кошівка           | Кошевка (Koschewka)                     |
| Kuwetschytschi           | Кувечичі          | Кувечичи (Kuwetschitschi)               |
| Mochnatyn                | Мохнатин          | Мохнатин (Mochnatin)                    |
| Polubotky                | Полуботки         | Полуботки (Polubotki)                   |
| Redkiwka                 | Редьківка         | Редьковка (Redkowka)                    |
| Riwnopillja              | Рівнопілля        | Равнополье (Rawnopolje)                 |
| Rjabzi                   | Рябці             | Рябцы (Rjabzy)                          |
| Rohoschtschi             | Рогощі            | Рогощи (Rogoschtschi)                   |
| Rojischtsche             | Роїще             | Роище (Roischtsche)                     |
| Rudka                    | Рудка             | Рудка                                   |
| Ryschyky                 | Рижики            | Рыжики (Ryschiki)                       |
| Schewtschenka            | Шевченка          | Шевченко (Schewtschenko)                |
| Seljanska Sloboda        | Селянська Слобода | Селянская Слобода (Seljanskaja Sloboda) |
| Staryj Bilous            | Старий Білоус     | Старый Белоус (Stary Belous)            |
| Tabajiwka                | Табаївка          | Табаевка (Tabajewka)                    |
| Unutschky                | Унучки            | Внучки (Wnutschki)                      |